# 束柱目
束柱目（そくちゅうもく、Desmostylia、ギリシア語で「束ねられた柱」の意）は既に絶滅した海棲哺乳類の目の一つである。漸新世後半のチャッティアン期から中新世後半のトートニアン期にかけて生息していた。その歯と骨格は、束柱目の動物が沿岸に暮らす水陸両棲の草食動物であったことを示唆している。彼らの名前は、その極めて特徴的な臼歯（文字通り、円柱を束ねたような構造をしている）に由来する。

## 研究の歴史

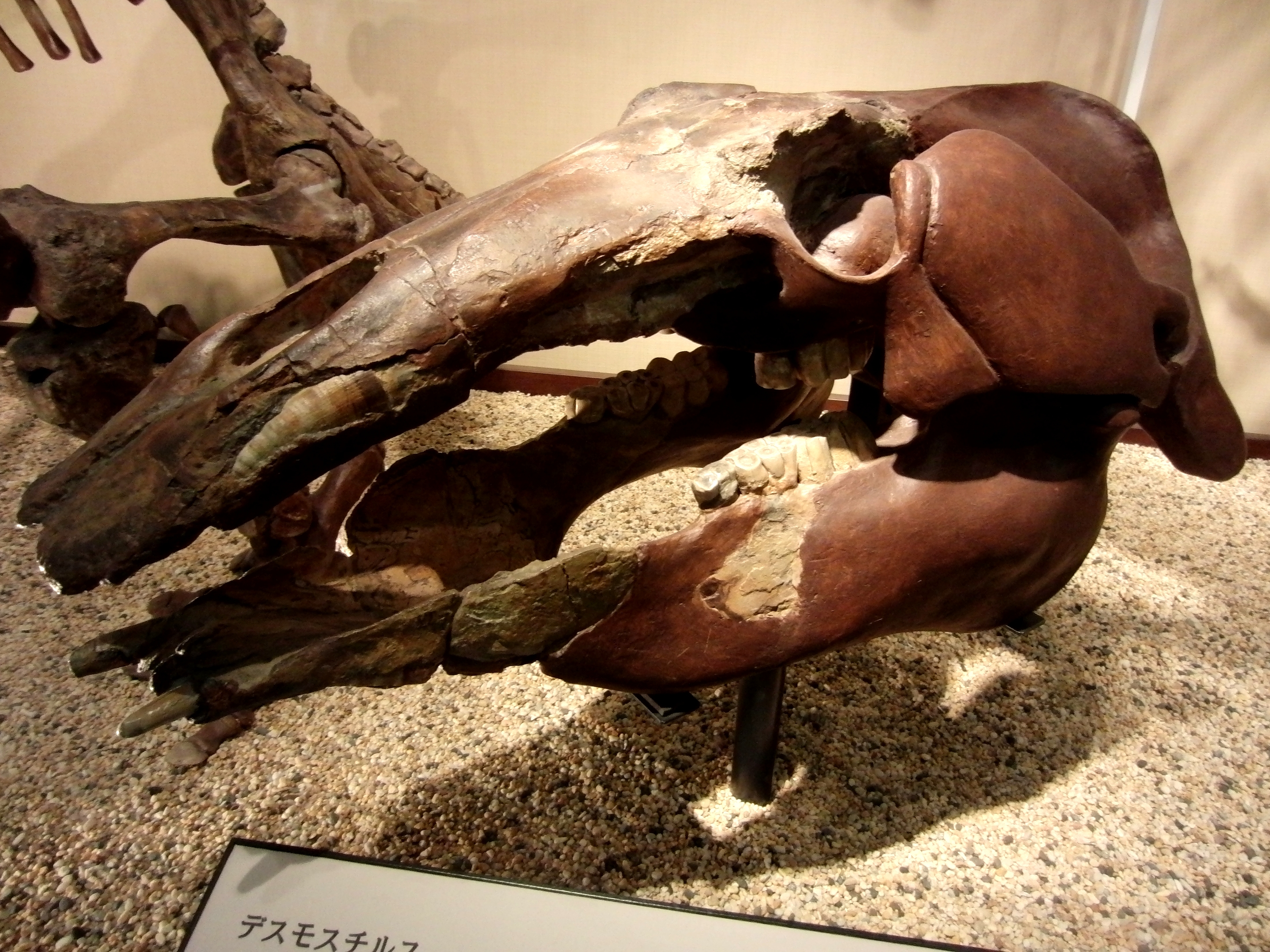
世界で最初に発見されたデスモスチルス（Desmostylus japonicus）の頭骨の化石。ホロタイプ。岐阜県瑞浪市産出。日本で初めて絶滅哺乳類の新種として記載された標本（国立科学博物館の展示）

束柱目に属する動物の化石は環太平洋地域の北部、つまり日本南部からロシア、アリューシャン列島、そして（カリフォルニア半島の先端までの）北アメリカ大陸西海岸で発見されている。模式種たる Desmostylus hesperus は数本の歯と椎骨から、初めは（1888年にオスニエル・チャールズ・マーシュによって）海牛目に分類されたが、10年後に日本でより完全に近い化石が発見されるとその分類に疑問が呈された。1898年、日本の古生物学者・吉原重康（しげやす）および岩崎重三（じゅうぞう）と共同研究中であったヘンリー・フェアフィールド・オズボーンが、頭蓋骨と牙における初期のマストドン類との類似性から、長鼻目起源説を提案した。ジョン・C・メリアム（John C. Merriam, 1869 - 1945）は臼歯の構造に基づいて、デスモスチルスが水棲の動物であり、恐らくは海牛目であろうと結論づけた。他の科学者たちは単孔目説を唱えた。なぜならば当時デスモスチルスは頭蓋骨の破片・歯・他の骨のごく一部しか発見されておらず、身体的特徴としてはひれ足と尾びれを有することが推測されていたに過ぎなかったからである。しかしながら1941年に樺太で発見された完全な骨格は彼らがカバのそれと似た太い四本の脚を持っていたことを明らかにし、1953年にロイ・H・ラインハルト（Roy H. Reinhart）により束柱目という目が新設された。

## 分類
束柱目の下位分類を示す。
- デスモスチルス科 Desmostylidae
  - アショロア Ashoroa （後期漸新世）
  - コルンワリウス Cornwallius （後期漸新世）
  - デスモスチルス Desmostylus （前期 - 中期中新世）
- パレオパラドキシア科 Paleoparadoxiidae
  - ベヘモトプス Behemotops （後期漸新世）
  - パレオパラドキシア Paleoparadoxia （前期 - 中期中新世）

## 他の分類群との関係
ゾウとマナティーを除けば、デスモスチルスは現存のいかなる動物とも似ていないが、より後期の種類は水中生活により適した身体構造をしていた。ダグラス・エムロング（Douglas Emlong）は1971年にオレゴン州で新属Behemotopsを発見し、初期の束柱目が後期の種に比べ、より長鼻目に類似した歯と顎を持っていたことを明らかにした。しかしこの発見にもかかわらず、海牛類及び他の有蹄類との関係は未解明なまま残されている。束柱類はアフリカ獣上目における植物食有蹄動物群である近蹄類に属すとされ、その中のテティス獣類（長鼻類や海牛類も含まれるグループ）の一員であるとみなされている。束柱類の特徴的な歯は長鼻類や海牛類と同様水平交換方式であった。従来から束柱類は始新世前期の南アジアに生息していたアントラコブネ（Anthracobune）に起源を発するとされてきた。しかし、テティス獣類と見做されてきたアントラコブネが原始的な奇蹄類として分類され直されたのに伴い、その近縁の子孫とされてきた束柱類も実はテティス獣類ではなく奇蹄類の一員であったのではないか、という見方もあり、その分類上の位置は未だに安定しているとは言い難い。
デスモスチルスは体長1.8 m、推定体重200 kg超まで成長し、最大の種類は頭骨のサイズ等からステラーカイギュウに匹敵した可能性がある。

## 絶滅
海棲に適応した哺乳類のグループとして束柱類、海牛類、鯨類、鰭脚類、イタチ科およびイタチ亜科、水棲のナマケモノ類の六つが挙げられるが、このうち束柱類の生存が確認されるのは比較的短い期間であり、棲息域や種の数においてもあまり大きなグループではなかった。その絶滅原因は地球の寒冷化が進んだためではないかとされるも、はっきりしたことは解っていないが、いくつかの理由から海牛類との競合があったことが判明している。束柱目の減少と共に海牛類の多様性が増加しており、より後期の束柱目が水中形態への適応が進んでいたのは海牛類への対抗もあったと思われる。束柱目含む他の水棲の草食哺乳類が海草類を主食にしていたのに対して北太平洋の海牛類がコンブに適応していたことが主な要因であったと思われる。

## 写真

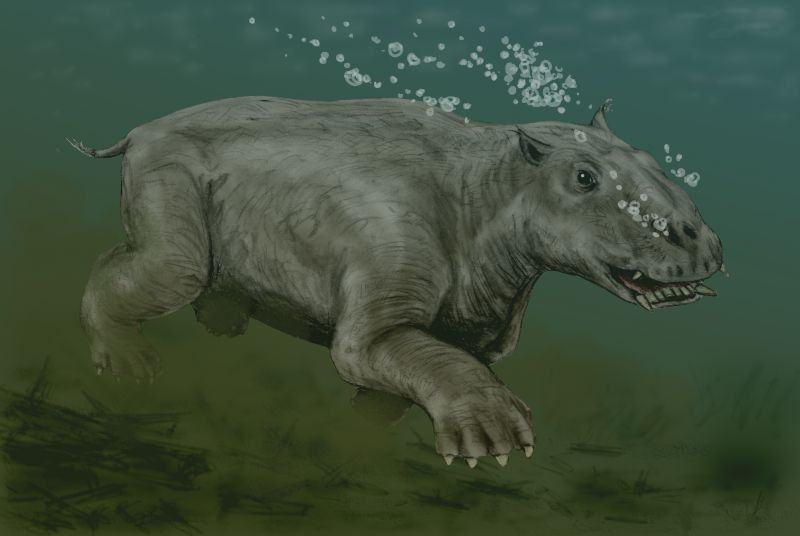
パレオパラドキシアの復元図
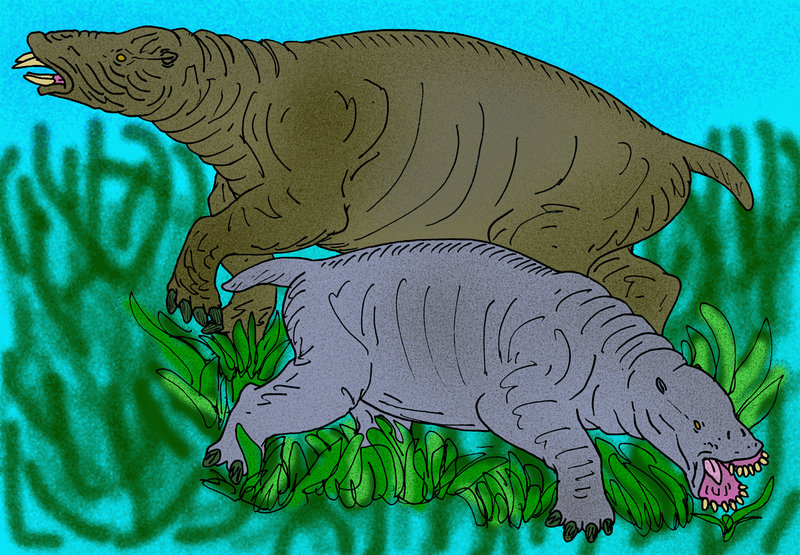
デスモスチルスとパレオパラドキシアの復元図
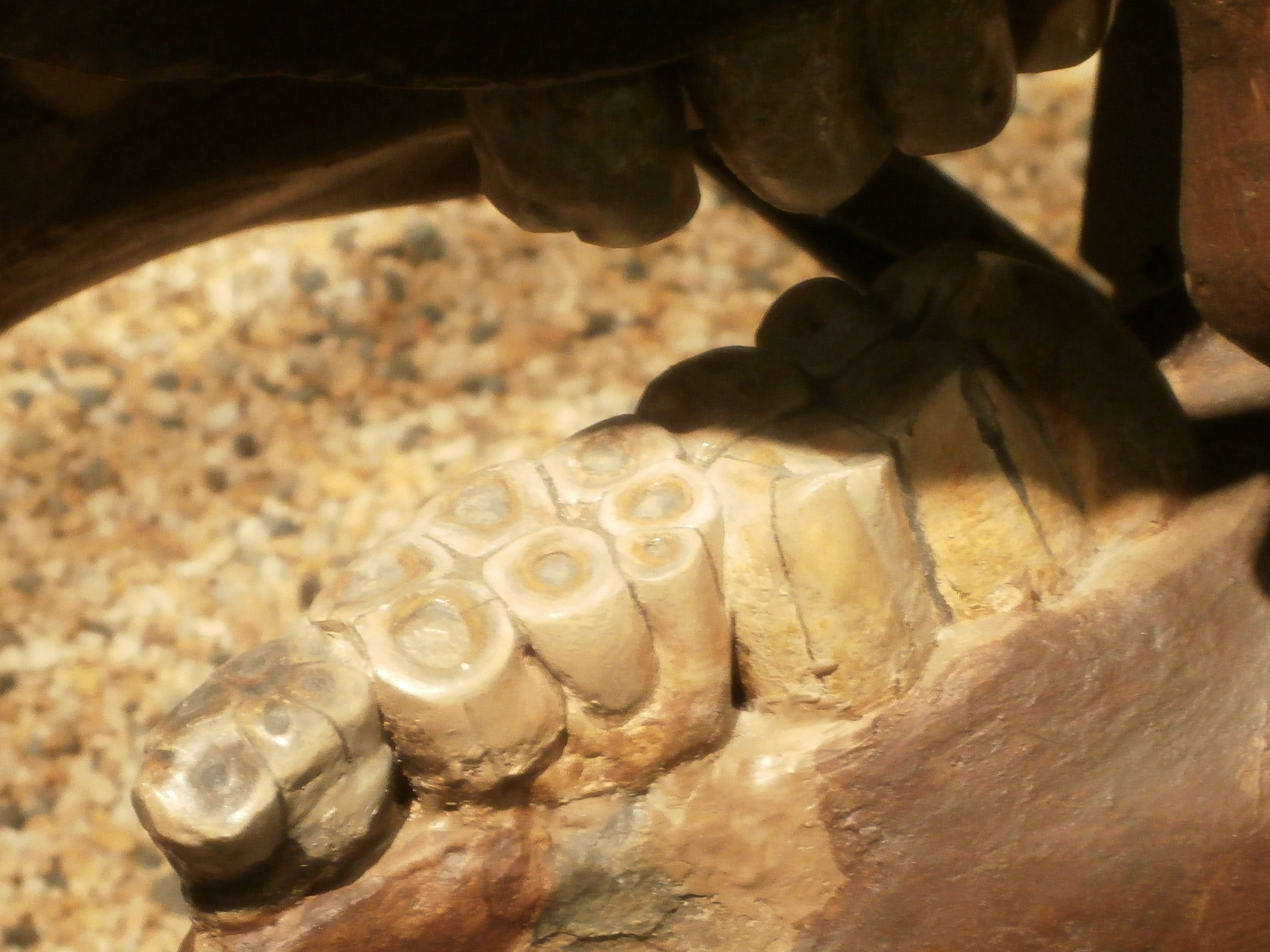
デスモスチルスの歯
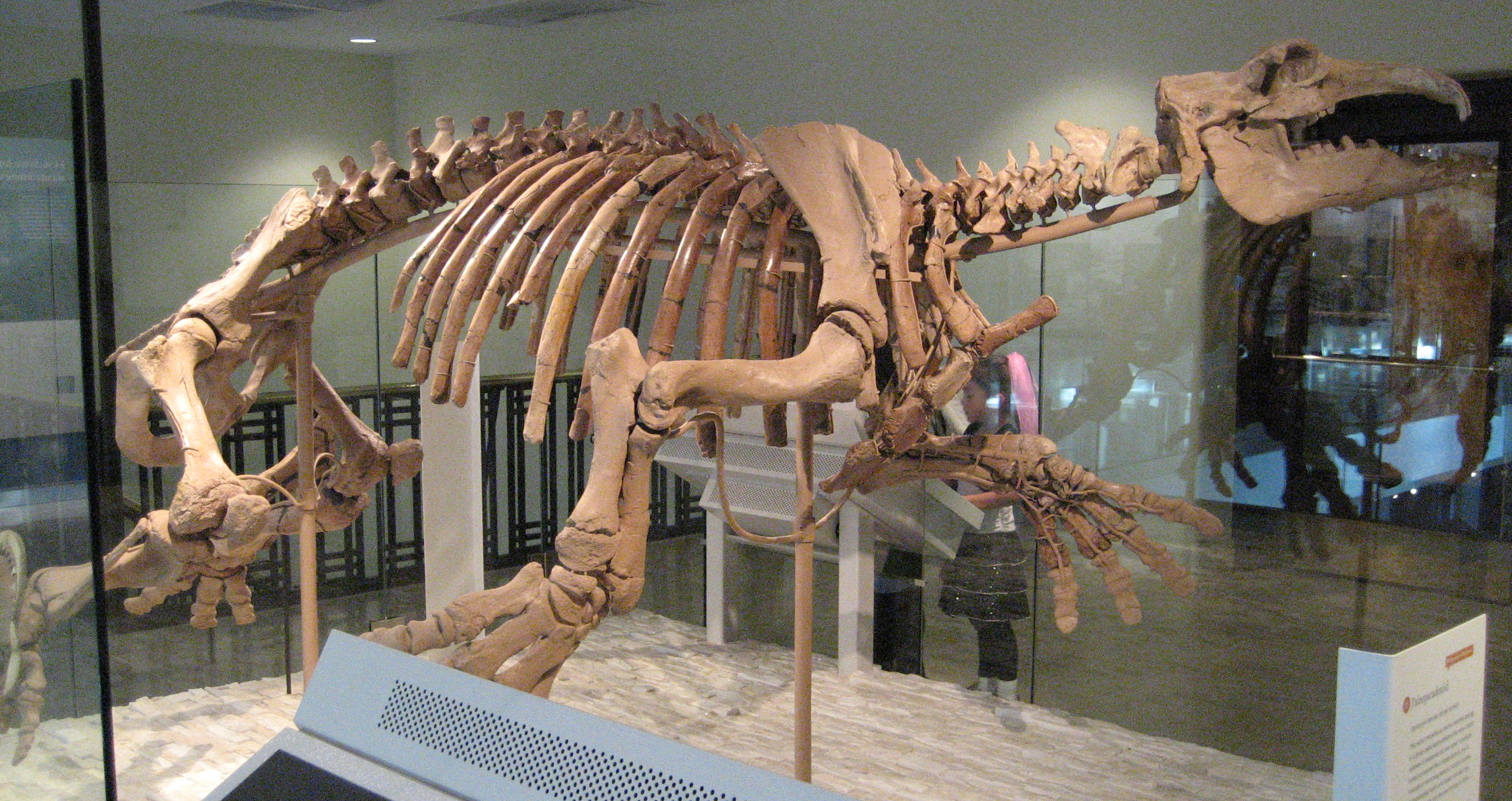
Neoparadoxia cecilialina の骨格標本 （ロサンゼルス自然史博物館）
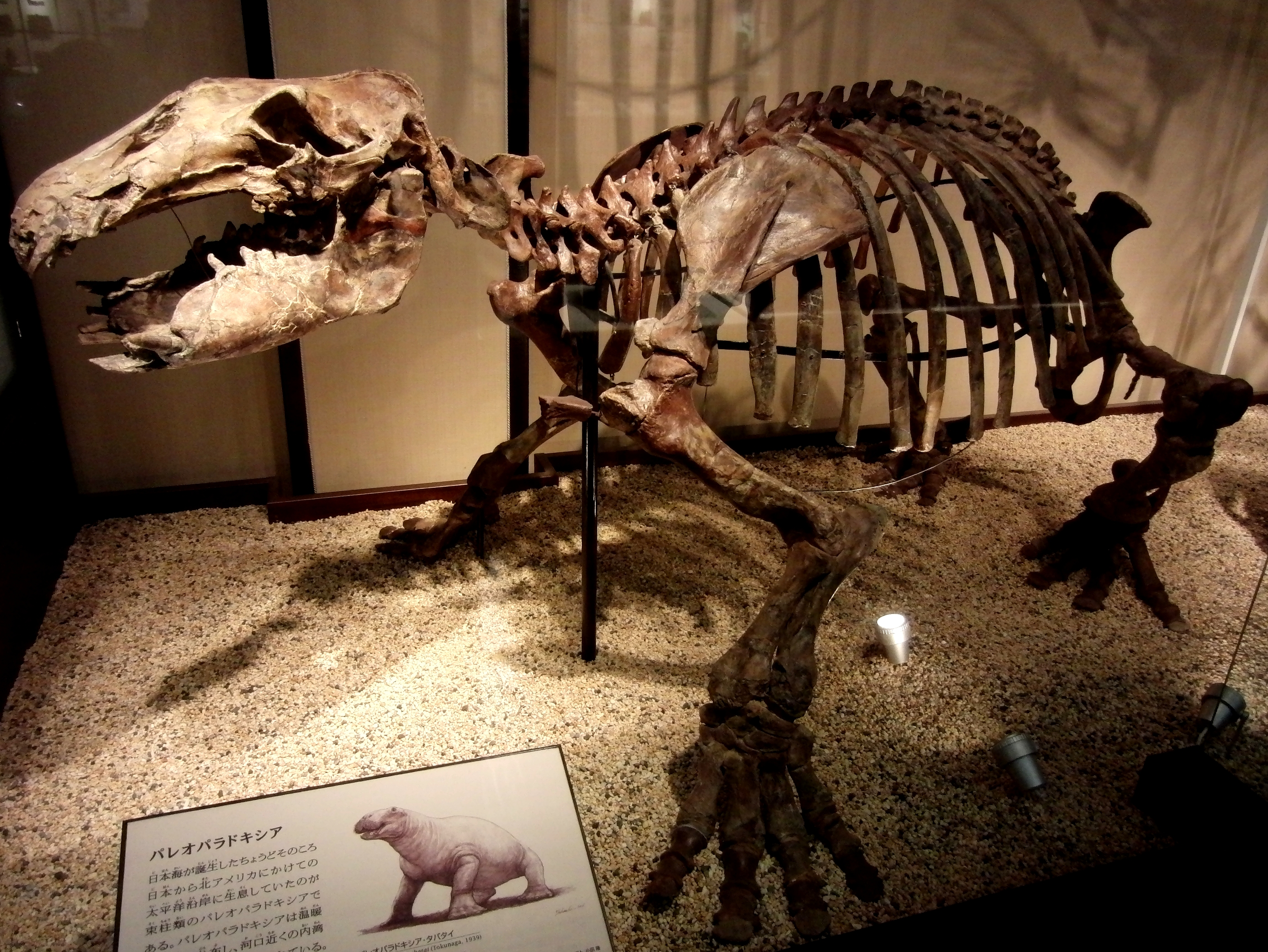
パレオパラドキシアの骨格標本